# Кућа Светозара Марковића у Крагујевцу
Кућа Светозара Марковића у Крагујевцу је подигнута у првој половини 19. века. Као једна од ретких примера нашег градитељства тога времена који се очувао до данашњих дана, представља непокретно културно добро као споменик културе од изузетног значаја.

## Положај и изглед куће
Састоји се од приземља и подрума. Приземни део се састоји од пет просторија и трема са улазом у кућу. Темељ и подрумски зидови су од ломљеног камена, зидани у кречном малтеру, док су зидови куће од опеке. У овој кући је од 1873. до 1875. била смештена Крагујевачка друштвена штампарија. Управо ту је наш познати радник и оснивач социјалистичког покрета у Србији Светозар Марковић уређивао и штампао листове „Јавност“ и „Ослобођење“ и написао велики број провокативних политичких и чланака економске тематике.
Данас је у кући је смештен музеј Светозара Марковића, обележена је спомен-плочом, а у дворишту се налази и спомен-биста Светозара Марковића.
Конзерваторско-рестаураторски радови су изведени 1975, 2004 и 2006. године.